# Fumiglobus glabroides
Fumiglobus glabroides är en svampart som först beskrevs av Frank Lincoln Stevens, och fick sitt nu gällande namn av D.R. Reynolds & G.S. Gilbert 2006. Fumiglobus glabroides ingår i släktet Fumiglobus och familjen Capnodiaceae.   Inga underarter finns listade i Catalogue of Life.